# Krasnoczubek ognisty
Krasnoczubek ognisty (dawna nazwa ze starszej wersji Kompletnej listy ptaków świata: lanio ognisty; Coryphospingus cucullatus) – gatunek małego ptaka z rodziny tanagrowatych (Thraupidae). Zamieszkuje Amerykę Południową. Nie jest zagrożony wyginięciem.

## Taksonomia
Po raz pierwszy zgodnie z zasadami nazewnictwa binominalnego gatunek opisał Philipp Müller w 1776, nadając mu nazwę Fringilla cucullata. Holotyp pochodził z Kajenny. Obecnie (2021) Międzynarodowy Komitet Ornitologiczny (IOC) umieszcza krasnoczubka ognistego w rodzaju Coryphospingus; wyróżnia 3 podgatunki. Ptaki występujące w południowych rubieżach zasięgu C. c. fargoi były opisane jako C. c. araguira, jednak różnice te uznano za zbyt małe, by wydzielić na ich podstawie nowy podgatunek.

## Podgatunki i zasięg występowania
IOC wyróżnia następujące podgatunki:
- C. c. cucullatus (Statius Müller, PL, 1776) – Gujana i północno-wschodnia Brazylia (wschodni stan Pará); istnieją stare doniesienia z Surinamu[7]
- C. c. rubescens (Swainson, 1825) – centralna i południowa Brazylia (na południe od południowego Mato Grosso, południowy stan Goiás, zachodni Minas Gerais, São Paulo), wschodni Paragwaj, północno-wschodnia Argentyna na wschód od Parany i Urugwaj[7]
- C. c. fargoi Brodkorb, 1938 – południowy Ekwador (prowincja Zamora-Chinchipe i południowa Morona-Santiago), północno-zachodnie i południowo-wschodnie Peru (górna dolina Marañón i dolina Urubamba), Boliwia (departamenty: La Paz, południowy Beni, Cochabamba, Santa Cruz, Chuquisaca i Tarija), zachodni Paragwaj, północna Argentyna (na południe po prowincje: La Rioja, San Luis, La Pampa i północną prowincję Buenos Aires)[7]

Ptaki te występują również podczas zimy na obszarze od Boliwii na wschód po wschodnio-centralną Brazylię (północno-zachodni stan Minas Gerais);  nie jest jasne, do jakiego podgatunku przynależą.

## Morfologia
Długość ciała wynosi około 13,5 cm, z czego na ogon przypada do 57 mm. Masa ciała to 11–18 g. Występuje dymorfizm płciowy w upierzeniu. U samca upierzenie jest ciemnobrązowe. Widoczny jest czub, czerwony, czarno obramowany. Grzbiet, pokrywy i sterówki brązowe. Samicę wyróżnia skromniejsze, bardziej brązowe upierzenie; nie ma czuba. Tęczówka ciemna, występuje biała obrączka oczna. Nogi ciemne.

## Ekologia i zachowanie
Środowiskiem tych ptaków są suche zakrzewione obszary. Unikają środowisk ludzkich. Są to ptaki płochliwe i nieufne. Żerują na ziemi, jednak brak dokładnych danych o składzie ich pożywienia. W okresie lęgowym terytorialne.

### Lęgi
Okres lęgowy trwa głównie od listopada do lutego. Gniazdo w kształcie kubka zbudowane jest z gałązek, łodyg winorośli, suchych traw, porostów, części liści i pajęczej sieci. U badanych ptaków z południowo-wschodniej Brazylii zewnętrzna średnica gniazda wynosiła około 6,5–8 cm. W niewoli zniesienie liczy 4–6 jaj. Inkubacja trwa około 11 dni. Młode, karmione przez obydwa ptaki z pary, opuszczają gniazdo po blisko 12 dniach życia.
U wolno żyjących ptaków badanych w południowo-wschodniej Brazylii (obserwowano 16 par) zniesienie liczyło 2 lub 3 jaja. Ich średnie wymiary wynosiły: 19,26 ± 0,7 mm, szerokość 14,03 ± 0,23 mm, natomiast masa 1,9 ± 0,17 g. Inkubacja trwała 11,27 ± 0,47 dnia, a młode przebywały w gnieździe 12 ± 0,89 dni po wykluciu. Tylko samica wysiadywała; młode karmiły obydwa ptaki z pary, jednak samiec robił to rzadziej. Sukces lęgowy badany w okresie od rozpoczęcia inkubacji po opierzenie się młodych wyniósł 28,2%.

## Status
IUCN uznaje krasnoczubka ognistego za gatunek najmniejszej troski (LC, Least Concern) nieprzerwanie od 1988 (stan w 2020). Liczebność populacji nie została oszacowana, ale ptak ten opisywany jest jako pospolity. Ze względu na brak dowodów na spadki liczebności bądź istotne zagrożenia dla gatunku BirdLife International uznaje trend liczebności populacji za prawdopodobnie stabilny. Po raz pierwszy w niewoli ptaki te rozmnożono we Francji.